# Extol
Gli Extol sono una poliedrica band norvegese. Nel corso della loro storia infatti hanno spostato il loro stile dal black/death metal degli esordi all'alternative passando per il thrash, mantenendo però sempre uno stile molto personale, caratterizzato da una notevole ricercatezza e da una pregevole tecnica esecutiva. Le tematiche trattate dai loro testi sono prevalentemente influenzate dalla loro fede cristiana infatti sono annoverati tra le principali band della scena Christian metal.

## Storia

### Gli inizi
La band venne fondata nel 1994 dai fratelli Christer e Peter Espevoll, rispettivamente chitarrista e voce growl del gruppo, assieme a loro cugino, il batterista David Husvik. Ai tre, in un secondo momento, si unirono il chitarrista e cantante clean Ole Børud (che precedentemente aveva suonato negli Schaliach) nonché il bassista Eystein Holm.
La band, composta da questi 5 membri, registrò il proprio album d'esordio Burial nel 1998, presentando un death metal estremamente tecnico con qualche richiamo al black metal ed al progressive. Prima di quest'album, per la precisione nel 1996, la band aveva partecipato, con tre canzoni, ad uno split CD, intitolato Northern Lights, assieme ad altre band cristiane norvegesi quali Schaliach, Groms ed Antestor.
Nel 1999 la band realizzò l'EP Mesmerized, contenente 3 nuovi brani e 3 remix in chiave industrial di altrettante canzoni del loro precedente album Burial, realizzati rispettivamente da Sanctum e Raison d'être. Dopo questo disco Eystein Holm lasciò la band, si unirà, diversi anni dopo, agli She Said Destroy sotto lo pseudonimo "Ace". Eystein venne rimpiazzato al basso da Tor Magne S. Glidje, multistrumentista già conosciuto per essere il chitarrista della christian progressive black metal band Lengsel.
Con questa nuova formazione la band pubblicò, nel 2000, l'album Undeceived nel quale il vecchio sound venne arricchito dall'apporto sinfonico di archi nonché dal maggior spazio dato alla "clean voice" di Ole Børud, spostandosi su un progressive death metal più raffinato, con influenze prese da band storiche come Rush e King's X ed ottenendo un sound accostabile, per molti aspetti, a quello di My Arms, Your Hearse degli Opeth.
Dopo quest'album venne pubblicato l'EP Paralysis contenente, tra le altre, la reinterpretazione di Shadow of Death dei Believer, una delle band che a suo tempo rivoluzionò il thrash metal e di cui gli Extol si sono più volte dichiarati fan. In quest'album non è più presente Ole Børud, che nel frattempo aveva lasciato la band per seguire altri progetti (non ultimo il suo album solista Chi-Ro). Il suo posto alla chitarra venne preso da Tor Magne S. Glidje, che fu rimpiazzato al basso da John Robert Mjåland, ex bassista dei Lengsel. Con quest'album la band esaurì i propri obblighi con la Endtime Records e firmò un contratto con la Century Media per la quale ripubblicò Undeceived nel 2002 con l'aggiunta di 2 bonus track prese da Paralysis (la differenza più evidente tra le due edizioni è che quella del 2000 ha la reinterpretazione in bianco e nero mentre quella del 2002 in colore arancione/marroncino).
Nel medesimo il periodo Tor Magne lasciò la band per dedicarsi al proprio progetto alternative rock, i Gangliòn. Gli subentrò Ole Børud, riprendendosi quello che, precedentemente, era stato il suo posto in band. Con questa nuova modifica alla formazione, nel 2003, venne pubblicato Synergy.

### Cambiamenti
Synergy rappresentò una svolta radicale per la band che passò drasticamente dal death metal ad un thrash metal molto tecnico, ispirandosi più che mai ai Believer. Ne risultò un disco di difficile assimilazione che perciò ottiene delle critiche anche molto discordanti tra loro.
Circa 6 mesi dopo l'uscita di Synergy entrambi i chitarristi lasciarono la band a causa del sempre crescente impegno che la stessa richiedeva. I due chitarristi presero strade diverse: Ole Børud entrò in una cover band locale ed in seguito ha preso parte a cori gospel, mentre Christer Espevoll continuò a suonare nei Benea Reach (che lasciò poi ufficialmente il 22 gennaio 2008) e negli Absurd² con David Husvik, entrambe band di metal estremo molto tecnico.
Per gli Extol fu un duro colpo da assorbire e, qualche mese dopo, alle chitarre subentrarono Tor Magne S. Glidje, vecchia conoscenza del gruppo, ed Ole Halvard Sveen, entrambi militanti nei Lengsel e che, assieme a Christer Espevoll ed altri, facevano parte dei Gangliòn. Questa sorta di fusione tra Extol e Gangliòn dette origine, nel 2005, a The Blueprint Dives (o più concisamente Blueprint). Con quest'album la band diede un'ulteriore sterzata al proprio sound facendo compiere una sorta di evoluzione verso il metal del precedente sound dei Gangliòn ed ottenendo un alternative metal atmosferico e sperimentale. L'album contiene due "cover" di canzoni di questi ultimi ma, visto il grosso numero di membri in comune tra le due band, potrebbe essere improprio definirle così.

### Oggi
Dopo The Blueprint Dives i vari membri del gruppo si sono dedicati, separatamente, a vari altri progetti. Tra questi spiccano i Twisted Into Form (band formata da David Husvik più 3 ex-membri degli Spyral Architect), i Lengsel (che, dopo diversi anni di inattività, hanno pubblicato un nuovo album, The Kiss the Hope, in cui, abbandonate le radici black metal, si danno alla sperimentazione musicale più spinta), gli Aperture (rock alternativo con David Husvik e Peter Espevoll), i Mantric (band alternative rock sperimentale che in un certo senso raccoglie l'eredità della band) ed i Doctor Midnight & The Mercy Cult (con David Husvik alla batteria).
Nell'agosto del 2007 la band ha annunciato la decisione di prendersi un periodo di pausa ed il rilascio di un best of, ma ciò che in realtà è avvenuto è stato lo scioglimento di fatto della band, mentre l'uscita del best of, prevista inizialmente per il 2008, non è mai avvenuta.
Nel 2012 gli Extol hanno iniziato le riprese del documentario "Extol: of Light and Shade". Il 23 aprile 2013 gli Extol hanno annunciato per giugno l'uscita del loro quinto album, intitolato proprio 'Extol', anticipato dal singolo "Open the Gates".
'Extol' è stato pubblicato il 21 giugno in Norvegia, Germania, Austria, mentre il 24 giugno nel resto del mondo ad esclusione del Nord America dove la Facedown Records lo ha distribuito dal 25 giugno. Extol ha debuttato al 23º posto della Billboard Christian album chart.

## Discografia

### Album in studio
- 1998 - Burial ( Endtime Productions, licensed to Solid State Records & Avalon)
- 2000 - Undeceived ( Endtime Productions, licensed to Solid State Records, Avalon & Century Media Records)
- 2003 - Synergy (] Century Media Records, licensed to Solid State Records)
- 2005 - The Blueprint Dives (Century Media Records, licensed to Solid State Records)
- 2013 - Extol (Indie Recordings & Facedown Records)

### Altro
- 1996 - Northern Lights (split)
- 1999 - Mesmerized (EP, Endtime Productions, licensed to Solid State Records)
- 2001 - Paralysis (EP, Endtime Productions)

## Formazione

### Formazione attuale
- Peter Espevoll - voce (1994-oggi)
- Tor Magne S. Glidje - basso (1999-2001), chitarra (2004-oggi)
- Ole Halvard Sveen - chitarra (2004-oggi)
- David Husvik - batteria (1994-oggi)
- John Robert Mjåland - basso (2001-oggi)

### Ex componenti
- Christer Espevoll - chitarra (1994-2004)
- Ole Børud - chitarra, voce, flauto (1996-1999, 2003-2004)
- Eystein Holm - basso (1994-1999)
- Emil Nikolaisen - chitarra (1994-1996)